# ملا شوان
شوان صلاح محمد المعروف أيضًا باسم الملا شوان (1986 - 28 يوليو 2015) كان عضوًا كرديًا بارزًا في تنظيم الدولة الإسلامية، وكان من أوائل من انضموا إلى المجموعة خلال مراحلها المبكرة.
والدا الملا شوان من قرية صغيرة تسمى زيباروك، بالقرب من شقلاوة. ثم انتقلوا إلى أربيل، حيث ولد الملا شوان في عام 1986 في أربيل. درس حتى الصف التاسع قبل أن يترك الدراسة. تزوج في عام 2006. لديه أختين وشقيقين. كان جد الملا شوان من البيشمركة في الحرب العراقية الكردية الأولى. وقاتل فيها عمه أيضًا ومات. وأصيب اثنان من أعمامه الآخرين في القتال ضد دولة العراق الإسلامية. أحد إخوته من البيشمركة. كان الملا شوان خطيبًا في مسجد مام جعفر في ناحية دارتو بالقرب من أربيل.
وفي نوفمبر/تشرين الثاني 2014، سافر إلى كركوك مع عائلته وابنتيه هناء وهالة، برفقة صديقين آخرين، للانضمام إلى تنظيم الدولة الإسلامية.
ظهر الملا شوان في العديد من مقاطع الفيديو الدعائية لداعش. حيث كان بمثابة التميمة الكردية لتنظيم داعش. في 28 يوليو/تموز 2015، أعلن مجلس أمن حكومة إقليم كردستان العراق أنه في عملية سرية مع القوات الأمريكية، تمكنوا من تحديد مكان الملا شوان بعد التجسس على منزله في الحويجة لعدة أيام. وقاموا بقتله بقصف سيارة مليئة بالمقاتلين كان يستقلها. لكن لا يزال مصير عائلته مجهولاً.